# Roselis Silva
Roselis Carolina Silva Serrano (Caracas, Venezuela, 1 de agosto de 1991) es una jugadora de baloncesto profesional.

## Trayectoria
Nació en el Barrio de La Vega de Caracas. Entrenó de joven con Armenio "Blanco" Briceño, entrenador del Sacramento de la Vega (ED Rio Blanco), y posteriormente con Enrique Gil y Óscar Silva.
A los 15 años debutó con su selección Vinotinto absoluta en un torneo en Loja, Ecuador. En 2008, obtuvo una beca para jugar con la Universidad de Nuevo México en Estados Unidos. En 2009 jugó en Venezuela en el Cisco College. Allí contactaron con ella para ir a Arkansas Tech, logrando un par de títulos consecutivos en la Great American Conference. Con ese equipo, recibió una invitación para participar en un campus de rastreo para la WNBA. En esa universidad se graduó en Comunicaciones (Comunicación Social) en la Universidad Arkansas Tech. Al no ser elegida en el Draft, volvió a Venezuela para jugar en el Deportivo de Anzoátegui de Puerto de la Cruz la temporada 2014-2015, proclamándose campeonas de su Liga. Participó en el Panamericano del 2015, donde promedió 22,4 puntos por partido con su país natal.
Jugó un encuentro amistoso ante la Selección de Euskadi en el Polideportivo de Ariznabarra (Vitoria), y la ficharon en Añares Rioja ISB donde esa temporada terminó con un promedio de 15,9 puntos y finalizó la temporada en octava posición en cuanto a valoración, con 16,43 de media.
A pesar de no lograr la clasificación de su selección para los Juegos Olímpicos de Río de Janeiro, en 2015 por primera vez en la historia su equipo alcanzó la final del Sudamericano, ganado por Brasil. En esa final, su equipo se alzó con la medalla de plata (obteniendo además un cupo al Premundial) de la especialidad, donde anotó 18 puntos.
Silva fue MVP con 30 puntos de valoración en la semifinal de la Copa de la Reina de 2017 en el partido frente a Uni Girona.
Su posición habitual es la de base aunque puede jugar de dos.

## Clubes
- Cancha de La Montada, barrio de La Vega, Caracas.[10]
- Equipo Sacramento de la Vega (ED río Blanco)
- Escuela de Talento Deportivo Liceo Caracas
- 2008 Universidad de New Mexico, en Estados Unidos.[2]
- 2009 Cisco College, en Estados Unidos.[10]
- 2010-2013 Universidad de Arkansas Tech, en Estados Unidos.[2]
- 2014-2015 Deportivo de Anzoátegui de Puerto de la Cruz, en Venezuela.
- 2015-2016 IRAURGI S.B. [AÑARES RIOJA ISB]. Liga Femenina
- 2016-2017 A.D.B. Araski Arabako Emakumeen Saskibaloia, Liga Femenina.
- 2017 Club Sol de América, Paraguay ,[11] consiguiendo ser subcampeonas.
- 2017-2018 A.D.B. Araski Arabako Emakumeen Saskibaloia, Liga Femenina.[11]
- 2018-2019 Club Polideportivo Bembibre, Liga Femenina.
- 2019-2020 Club Deportivo Promete, Liga Femenina.
- 2020 CD Zamarat, Liga Femenina.[12]
- 2020- Club Polideportivo Bembibre, Liga Femenina.[13]
- 2021-2022 Lointek Gernika. Liga Femenina.[14]
- 2022-2023 Club Bembibre-Embutidos Pajariel. Liga Femenina.[15][16]

## Selección venezolana
- Desde 2006 es Internacionalː Campeonato en Asunción (Paraguay), 6º puesto.
- En 2008 4º puesto en el Torneo en Loja (Ecuador).[2]

- En 2008 Campeonato Suramericano. Copa América en Argentina[2][10]
- En 2010 6º puesto en el Campeonato Suramericano, en Santiago de Chile.[17]

- 2013 Medalla de plata en los Juegos Bolivarianos de Trujillo (Perú).[18]
- 2013 4º puesto Campeonato Suramericano en Mendoza (Argentina).[19]
- 2014 Medalla de bronce en el Campeonato Suramericano de Ambato (Ecuador).[20]

- Preolímpico FIBA Américas (Edmonton).[21]
- 2015 Medalla de Plata en los Juegos Panamericanos (Toronto).[7]
- 2015 quinto lugar en el FIBA Américas de Edmonton (Canadá).[22]
- 2016 Medalla de Plata en el Campeonato Suramericano de Barquisimeto (Venezuela).[23]
- 2016 Torneo Preolímpico femenino FIBA en Nantes (Francia).[24]

## Palmarés

### Campeonatos nacionales
| Título                          | Club       | País   | Año  |
| ------------------------------- | ---------- | ------ | ---- |
| Semifinalistas Copa de la Reina | Araski AES | España | 2017 |
| Semifinalistas Liga Femenina 1  | Araski AES | España | 2017 |

### Campeonatos internacionales
| Título                    | Sede                     | Resultado         | Año  |
| ------------------------- | ------------------------ | ----------------- | ---- |
| Campeonato Suramericano   | Asunción (Paraguay)      | 6º puesto         | 2006 |
| Campeonato Suramericano   | Loja (Ecuador)           | 4º puesto         | 2008 |
| Campeonato Suramericano   | Santiago (Chile)         | 6º puesto         | 2010 |
| Juegos Bolivarianos       | Trujillo (Perú)          | Medalla de Plata  | 2013 |
| Campeonato Suramericano   | Mendoza (Argentina)      | 4º puesto         | 2013 |
| Campeonato Suramericano   | Ambato (Ecuador)         | Medalla de Bronce | 2014 |
| Preolímpico FIBA Américas | Edmonton (Canadá)        | 5º puesto         | 2015 |
| Juegos Panamericanos      | Toronto (Canadá)         | Medalla de Plata  | 2015 |
| Campeonato FIBA Américas  | Edmonton (Canadá)        | 5º puesto         | 2015 |
| Campeonato Suramericano   | Barquisimelo (Venezuela) | Medalla de Plata  | 2016 |
| Torneo Preolímpico FIBA   | Nantes (Francia)         | 7º puesto         | 2016 |